# Quận Parke, Indiana
Quận Parke là một quận thuộc tiểu bang Indiana, Hoa Kỳ.
Quận này được đặt tên theo. Theo điều tra dân số của Cục điều tra dân số Hoa Kỳ năm 2000, quận có dân số 17.241 người. Quận lỵ đóng ở Rockville6.

## Địa lý
Theo Cục điều tra dân số Hoa Kỳ, quận có diện tích 1166 km2, trong đó có 14 km2 là diện tích mặt nước.

### Các xa lộ chính
- U.S. Route 36
- U.S. Route 41
- Indiana State Road 47
- Indiana State Road 59
- Indiana State Road 163
- Indiana State Road 236